# Jean de Poitiers (archevêque)
Pour les articles homonymes, voir Jean de Poitiers.
Jean de Poitiers, né vers 1368 et mort vers 1452, est un prélat de l'extrême fin du XIVe siècle et du début du XVe siècle, issu de la famille de Poitiers, dite de Valentinois.

## Biographie

### Origines
Jean Gérard de Poitiers est né probablement vers 1368. Il est le fils de Charles de Poitiers et de Simone de Méry,. Charles de Poitiers, seigneur de Saint-Vallier, est le chef de la branche cadette de la famille, il revendique notamment les droits l'héritage de son neveu Louis II de Poitiers, comte de Valentinois.
Il a pour frères Louis, l'héritier des Saint-Vallier, et Charles, futur évêque de Châlons, puis évêque et duc Langres.

### Formation
Jean de Poitiers est bachelier ès lois. Il possède en bénéfice la prévôté de Saint-Omer, dans le diocèse de Thérouanne. Cette dernière lui vient de son frère Charles. Les historiens le décrivent comme l'héritier des Poitiers dans le caractère. Ainsi Jules Chevalier dit de lui qu'il « était doué d'une vive intelligence, d'un caractère entreprenant et audacieux ; sa moralité était loin d'être à l'abri du soupçon, mais à défaut des vertus quifont les saints évêques. »

### Épiscopat
Jean de Poitiers est nommé par l'antipape Clément VII, évêque de Valence et de Die, par bulle du 2 septembre 1390, et gouverne sous le nom de Jean IV. Il est pourtant à peine âgé de vingt-deux ans  et toujours dans les ordres mineurs. Il semble avoir été recommandé au pontife par son cousin, le comte de Valentinois, Louis II de Poitiers. Il reste sur le siège cinquante-sept ans.
Il participe, aux côtés de l'évêque de Grenoble, Aymon de Chissé, au concile de Paris, en 1394, afin de régler la succession du pape Clément VII et mettre fin au Schisme.
Il est au nombre des prisonniers avec le comte du Valentinois, Louis II, lors de la confrontation avec les armées de routiers françaises menées par Amaury de Sévérac, de retour de Lombardie.
En 1396, les habitants de Valence obtiennent la protection du roi de France, Charles VI, et surtout de son représentant en Dauphiné, Jacques de Montmaur. D'autres villes de la région suivent l'exemple de la cité épiscopale, le Diois quant à lui est épargné, pour un temps, par ce jeu politique. Le nouvel antipape, Benoît XIII, s'empresse pour sa part, en 1403, d'apporter des garanties sur les biens de l'Église de Valence et de Die et son représentant.
Il est recteurs du Comtat Venaissin, pendant seize années, de 1410 à 1422. 
L'empereur, Sigismond de Luxembourg, de passage à Valence, le nomme le 4 août 1415 comte du Palais de Latran.

### Archevêque de Vienne
En 1448, le dauphin Louis le fait transférer sur le siège de Vienne, où il prend le sous le nom de Jean IV,. Son neveu Louis lui succède à Valence. Il entre dans la cité épiscopale de Vienne le 15 août 1448.
Après la mort de l'archevêque de Vienne, Geoffroy de Vassali en 1448, Louis XI s'empresse de mettre à sa place Jean de Poitiers, évêque de Valence et de Die, mais le pape Eugène IV étant décédé, Nicolas V, sans égard pour son bref, choisit Jean de Castre pour succéder à Vassali. Le dauphin, bien décidé à ne pas plier dans cette circonstance fait installer Jean de Poitiers.
L'archevêque fait dresser un projet de code municipal en cinquante-deux articles. En 1450, Jean de Poitiers doit céder à Louis la moitié de la juridiction temporelle dans Vienne et son comté. Le dauphin se réserve le ressort supérieur et toutes les appellations à son vibailli. Il laisse aux chanoines de Saint-Maurice la juridiction des cloîtres, en se réservant également le ressort supérieur. Cette division de la justice ordinaire a été observée jusqu'en 1793.
Jean de Poitiers meurt vers 1452.